# ذباب الأزهار
ذباب الأنثوماييد أو ذباب الأزهار وتُسمى أحياناً ذباب الملفوف أو عائلة انثومييدي (الاسم العلمي: Anthomyiidae) وتعني باليونانية ذباب الأزهار (anthos=زهرة) (myia=ذباب)، هي فصيلة من الحشرات تتبع رتبة ذوات الجناحين. وهي مجموعة كبيرة من الذباب المعروف بوجود خطوط صفراء يشبه النحل والزنابير ويحوم باستمرار حول الأزهار، ويستطيع الوقوف في الهواء أثناء الطيران. تُعتبر بعض أنواع آفة وناقلة لأمراض النبات.

## التصنيف
- أسرة مجانسات ذبابة الأزهار
  - قبيلة قرينات ذبابة الأزهار
    - جنس	ذبابة الأزهار